# ワルキューレ (千之ナイフ)
『YOSHIWARA NIGHT ワルキューレ』は、千之ナイフによる日本のSFアクション漫画作品。『レモンピープル』（あまとりあ社）に連載されていた。単行本は全2巻。
アンドロイドが実用化されている世界。アンドロイドが暴走して人間を殺傷する事件が発生し、人間とアンドロイドの対立が生まれる。そんな中、水面下で進むとある計画と、それに巻き込まれた人々を描く。

## あらすじ
いちづは、大歓楽街「ヨシワラ・シティー」に建つ夜光娼館へ売られてきたばかりのアンドロイドの少女。自らがアンドロイドであることを知らず、人間としての記憶が存在することに戸惑いながらも、いちづは記憶の中にあるアルバムを取り戻すべく、調教師の紫夜とともに娼館を抜け出すが…。

## 主な登場人物

### ユニットZ型
特筆の無い限り、制服の階級章は親衛隊曹長のものを佩用。
いちづ
主人公。青木の娘で同名の少女の細胞から作られた。最初は夜光娼館に売られるが、紫夜とともに脱走。その途中、男たちに捕まって暴行されかけたところで暴走して彼らを殺してしまい、ゲシュタポに追われていたところをガウディーに助けられる。ほどなくゲシュタポに捕まり、タイプS最後の1体としてゲシュタポの一員となる。そこでダイレクトインプットを受けさせられそうになるが、またしてもガウディーに助けられることになる。終盤では再び暴走してゲシュタポへの反乱を起こし、ラインとともにワルキューレを止めようとする。
クイーン・マリア
ゲシュタポの司令官。制服の階級章は親衛隊少佐。ユニットZ型開発者のサルバドール博士の娘マリアから作られた。ゲシュタポに捕らわれた人間の遊女を奴隷にする、部下には「挨拶」としてブーツにキスさせるなど、冷酷無比な存在。そうは振る舞っているが、実際はそこまで強い精神の持ち主ではなく、寵愛しているワルトに弱音をこぼす場面も。自らの存在を呪う気持ちが強く、ザウサーの計画に乗り気な部分もある反面、計画が進むことへの不安もあり、内心で葛藤している。
ライン・ワルト
ワルト社長の息子から作られた。ゲシュタポ館に連れてこられた当初は脱走を試みるなど反抗的だったが、クイーン・マリアに側近に抜擢され、親しい関係になる。クイーン・マリアの意向でダイレクトインプットを受けておらず、オペレーション・シグナルが出された後は彼女のため、いちづと共にワルキューレを止めることに奔走する。
デイビット・ザウサー
同名のユニットZ型開発者から作られた。クイーン・マリアの側近。制服の階級章は親衛隊中尉。ユニットZ型アンドロイドの監視役であるためか、ダイレクトインプットを受けていないような描写がある。物語終盤には人間のサウサーに代わって破壊工作からワルキューレを守ろうと動き、当初は圧倒的な戦闘力で攻撃を跳ね返すも、死んだと思われていたガウディーの反撃で爆死する。
ロック・ガウディー
同名の軍人から作られた。スパイとして潜入するために軍を脱走するが、その際に暴走して死者を出している。何度も死の危機に直面するが、最後はザウサーを倒して無事に生還する。
ワルキューレ
クイーン・マリアと同じくサルバドール博士の娘マリアから作られた、ユニットZ型の試作一号機。超兵器ワルキューレを制御し、計画を実行すべく作られた存在であり、感情表現などは皆無。
サラ
S型のリーダーを務める、クイーン・マリアの側近。ショートの金髪の少女で、片目が前髪で隠れている。ワルキューレではオペレーターを務める。同性愛の気がある。
メル
S型の1人。ウェーブがかった茶色い長髪の少女。ワルキューレではオペレーターを務める。流されやすいタイプ。
ガーリック博士
サルバドール社のエージェントの1人。本名はガーゼル博士。青木に計画について暴露する。逆上した青木に襲われ、逆に彼を殺害しようとするが、シダに阻止されてレジスタンスの捕虜となる。得られたデータは、レジスタンスにも計画の全容を伝えることとなった。

### 人間
紫夜（しや）
夜光娼館の少女調教師。元は孤児で乳児院にいたが、アンドロイドに院長らが殺されて閉鎖されたのち、娼館に流れた模様。いちづと娼館を脱走したためゲシュタポへ売られ、クイーン・マリアの奴隷になることを余儀なくされる。ワルキューレに乗せられてしまうが、成長した姿にそれと気づかないシダによって救われる。
シダ
アンドロイドハンター。元は孤児で乳児院におり、14歳のとき養父母に引き取られる。アンドロイドに養父母を殺され、自らもサイボーグとならねばならないほどのケガを負わされたことへの復讐から、アンドロイドハンターとなる。乳児院では、紫夜の兄代わりとして面倒を見ていた。マリアを人質に取られる格好でガウディーらの計画に加わり、ワルキューレへ破壊工作のために潜入することとなる。
ロック・ガウディー
軍人。ゲシュタポ館に対するレジスタンスの指令。自らをモデルとしたユニットZ型をスパイとしてザウサーの元に送り込み、計画を潰そうとする。
サルバドール博士
ユニットZ型の開発者。アンドロイドメーカーとしてサルバドール社を設立し、社長を務めていた。平和主義者で、人類とアンドロイドの幸福の障害となるとして軍用アンドロイドは作らない方針を貫いていた。その思想が計画の邪魔になると判断したザウサーに殺されており、故人。
デイビット・ザウサー
サルバドール博士の元助手で、ユニットZ型の共同開発者。神に造られた人間を、自らが造ったユニットZ型が支配することを夢見る野心家。サルバドール博士を殺害して実権を握り、ワルト社を脅迫してワルキューレを作るなど着々と計画を推進するが、最後はワルキューレによって殺される。
青木
資産家。自分の娘をモデルにしたユニットZ型を投資目的で作らせたが、ヨシワラ・シティーへ送られると聞いて後悔の念を抱く。いちづがマインド・コンタクトによって記憶を共有していることに疑念を抱いたことから、計画の真相を知ることになる。後悔の念は一層強くなり、せめてもの償いとしてガウディー達にいちづの救出を依頼する。
いちづ
青木の娘。ユニットZ型のいちづの記憶を夢を通して見ており、その存在を知覚している。いちづとのマインド・コンタクトによってワルキューレ内の人命を救う手助けをした。
さそり
夜光娼館の女主人。
カブト警部
アンドロイド狩りの指揮をとる警察官。レジスタンスの一員で、ガウディーらと共に計画を潰そうと動いている。
ワルト社長
兵器製造会社・ワルト重工業の社長。跡取りであるラインを人質に取られて超兵器ワルキューレの製作に関わっていたが、ザウサーの計画に恐れをなして裏切り、レジスタンスに加わる。
秘密工作員K
レジスタンスの一員。本名不明。ワルト社の社員に化けてワルキューレに潜入し、破壊工作を試みたが、正体が露見して射殺される。
マリア
サルバドール博士の娘。メトロポリスのゴダール美術館で働いている。いちづを案内している最中にシダと出会う。ザウサーの計画のことは何も知らないが、関係を疑われて一時拘束される。
ライン・ワルト
ワルト社長の息子。交通事故で瀕死の状態となり、ユニットZ型が作られたのちに死亡している。

## 作中用語
アンドロイド・サイボーグ
身体の全部か一部が義体化されている人間。脳が生体か否かによって区別される。脳が生体ならサイボーグ（人権が認められる）、そうでなければアンドロイド。ただし、アンドロイドは運動能力などの制限がいまだに大きく、発展途上の技術である。
ヨシワラ・シティー
一大歓楽街。モデルは吉原か。巨大なドームに覆われており、24時間夜の状態になっている。政財界の要人が数多く出入りしていると言われ、警察も迂闊に手出しができないような場所となっている。そのせいか無法地帯となっており、最低限の治安をゲシュタポが確保している模様。
ゲシュタポ
ヨシワラ・シティーを裏で仕切っている組織。構成員はすべてユニットZ型で、本拠はゲシュタポ館。実在したそれとそっくりの制服を着用する。市民の印象はあまりよくなく、「制服を着たサディスト集団」とも陰で言われる。エージェントに殺人指令を受けて暴走したユニットZ型が、無法地帯であるヨシワラ・シティーへ流れこんでくる者を捕らえ、ダイレクトインプットで洗脳していた。
ユニットZ型
サルバドール博士とデイビット・ザウサーが開発した新型アンドロイド。6万体ほど製造されているが、VIPの関係者がモデルとなっていることがほとんど。表向きはアンドロイドとなっているが、モデルとなる人間の肉体と頭脳を複製し、頭脳を移植する直前に一部を義体化することで作られる、事実上の複製人間。その性質上、一部のユーザーは人権を認めるように要求している。実はDNAや細胞が強化されており、物理攻撃や放射能汚染にも耐えうる強靭さを兼ね備えている。また、殺人指令がインプットされており、「人質」としての効果を高めるため主にモデルとなった人間を殺害するようにできている。
ユニットZ型計画
デイビット・ザウサーが立てた計画。表向きはユニットZ型の兵士による軍隊を作り、それを「人質」としてクーデターによって大陸を統一するというものであったが、実際はそれだけではなく、ユニットZ型が人類よりも優れた「新人類」として人類を支配するという計画であった。
エージェント
100体のユニットZ型に1人の割合で存在する。殺人指令をコントロールすることができる。
超兵器ワルキューレ
ゲシュタポ館の地下にワルト社によって建造された巨大兵器。S型（スペシャルタイプ）と呼ばれる24体のユニットZ型によって操作される。一旦発進すれば外部からの攻撃は不可能とも言われるが、実はワルト社の手によってエンジンが6時間で爆発するように設計されていた。
ダイレクトインプット
一種の洗脳であり、ユニットZ型の中でもワルキューレの操作に必要なSタイプにのみ施されている。これを受けることでユニットZ型による人類支配を正当なことだと考えるようになり、「オペレーション・シグナル」と呼ばれるある種の信号を受信すると一切の意思を失ってワルキューレの命令に服従するようになる。
マインド・コンタクト
一種のテレパシー。作中でもメカニズムなどには触れられておらず、原因不明の事象として描かれているが、双子の間で起こる例などが挙げられている。

## 作中世界
- 科学技術は現実世界よりも進んでいる。アンドロイドやサイボーグはその象徴。
- 東西ドイツの統合核戦争があったため、ヨーロッパ大陸はもちろん、世界の七大都市は人の住めない環境になっている。生き残った人々は太平洋上に人工大陸を作り、そこで暮らしている。統一政権はなく、政治的には不安定な状況にある。

## 単行本
全2巻で久保書店〈ワールドコミックススペシャル〉より発売。
- YOSHIWARA NIGHT ワルキューレ I （1989年9月初版発行） ISBN 4-7659-0254-4
- YOSHIWARA NIGHT ワルキューレ II （1989年10月初版発行） ISBN 4-7659-0257-9